# Le Livre d'or de la science-fiction : Clifford D. Simak
Le Livre d'or de la science-fiction : Clifford D. Simak est une anthologie de huit nouvelles de science-fiction, toutes écrites par Clifford D. Simak et publiées entre 1935 et 1981, rassemblées par Daniel Riche.
L'anthologie  (ISBN 2-266-01506-0) fait partie de la série Le Livre d'or de la science-fiction, consacrée à de nombreux écrivains célèbres ayant écrit des œuvres de science-fiction.
Elle ne correspond pas à un recueil qui serait déjà paru aux États-Unis ; il s'agit d'un recueil inédit de nouvelles, édité pour le public francophone, et notamment les lecteurs français.
L'anthologie a été publiée en 1985 aux éditions Presses Pocket dans la collection Science-fiction no 5199. L'image de couverture a été réalisée par Marcel Laverdet.

## Préface
- Préface de Daniel Riche (pages 7 à 22).

## Liste et résumés des nouvelles

### Le Créateur
- Titre original : The Creator.
- Publication : 1935.
- Situation dans l'anthologie : pages 23 à 51.
- Résumé :
- Liens externes :

### Courtoisie
- Titre original : Courtesy.
- Publication : 1951.
- Situation dans l'anthologie : pages 52 à 74.
- Résumé :
- Liens externes :

### L'Immigrant
- Titre original : Immigrant.
- Publication : 1954.
- Situation dans l'anthologie : pages 75 à 137.
- Résumé :
- Liens externes :

### Mondes sans fin
- Titre original : Worlds without End.
- Publication : 1956.
- Situation dans l'anthologie : pages 138 à 211.
- Résumé :
- Liens externes :

### Steve et les mi-êtres
- Titre original : No Life of Their Own.
- Publication : 1959.
- Situation dans l'anthologie : pages 212 à 259.
- Résumé :
- Liens externes :

### Le Dernier Gentleman
- Titre original : Final Gentleman.
- Publication : 1960.
- Situation dans l'anthologie : pages 260 à 302.
- Résumé :
- Liens externes :

### L'Épidémie
- Titre original : Unsilent Spring.
- Publication : 1976.
- Situation dans l'anthologie : pages 303 à 343.
- Résumé :
- Liens externes :

### L'Ordinateur qui aimait les étoiles
- Titre original : Byte Your Tongue !.
- Publication : 1981.
- Situation dans l'anthologie : pages 344 à 367.
- Résumé :
- Liens externes :